# Ordoño II av León
Ordoño II av León (cirka 871-León, juni 924) var kung av Galicien från 910 (underställd León till 914), och kung av León från år 914 till sin död 924.
Ordoño II var andre son till Alfons III av Asturien. Han var en energisk och stridbar härskare som ställde det leonesiska kungadömet under sig och kämpade framgångsrikt mot muslimerna, som fortfarande dominerade större delen av Iberiska halvön. Hans regeringstid markerade den tysta och lugna övergången från Regnum Asturorum till Regnum Legionense, med kungligt säte som redan var etablerat i staden León.